# Tony Hibbert
Anthony James Hibbert (sinh ngày 20 tháng 2 năm 1981) là cựu cầu thủ người Anh sinh ra ở Liverpool,người dành toàn bộ sự nghiệp để thi đấu cho clb Everton ở giải ngoại hạng Anh anh chơi ở vị trí hậu vệ phải và có thể chuyển lên đá tiền vệ.Anh và người đồng đội Leon Osman đã dành cả sự nghiệp ở Everton nhưng Leon Osman chuyển sang một vài clb khác theo dạng cho mượn.Tính từ 2001 đến nay anh đã có gần 300 lần khoác áo Everton

## Sự nghiệp
Tony Hibbert sinh tại Merseyside.Anh là 1 cổ động viên của Everton nên đã gia nhập đội trẻ của Everton.Anh đã góp công trong đội hình đánh bại Blackburn Rovers 5-2 tại chung kết Cúp FA dành cho đội trẻ.3 năm sau,anh được gọi lên đôi 1 của Everton vào ngày 31 tháng 3 năm 2001 trong trận đấu với West Ham United.Anh chưa ghi được 1 bàn nào cho Everton cho đến khi ghi bàn trong 1 pha đá phạt nâng tỉ số lên 4-1 trong trận đấu giao hữu với AEK Athens.Anh cũng chưa có 1 danh hiệu lớn nào trong sự nghiệp thi đấu chuyên nghiệp nhưng nổi bật nhất là vào chung kết Cúp FA đấu với Chelsea FC và đã để thua 1-2.

## Thống kê sự nghiệp câu lạc bộ
Tính đến 6 tháng 12 năm 2014.
| Câu lạc bộ          | Premier League      | Mùa giải            | Premier League | Premier League | FA Cup | FA Cup | League Cup | League Cup | Châu Âu | Châu Âu | Tổng cộng | Tổng cộng |
| Câu lạc bộ          | Premier League      | Mùa giải            | Trận           | Bàn            | Trận   | Bàn    | Trận       | Bàn        | Trận    | Bàn     | Trận      | Bàn       |
| ------------------- | ------------------- | ------------------- | -------------- | -------------- | ------ | ------ | ---------- | ---------- | ------- | ------- | --------- | --------- |
| Everton             | Premier League      | 2000–01             | 3              | 0              | 0      | 0      | 0          | 0          | —       | —       | 3         | 0         |
| Everton             | Premier League      | 2001–02             | 10             | 0              | 1      | 0      | 1          | 0          | —       | —       | 12        | 0         |
| Everton             | Premier League      | 2002–03             | 24             | 0              | 0      | 0      | 1          | 0          | —       | —       | 25        | 0         |
| Everton             | Premier League      | 2003–04             | 25             | 0              | 3      | 0      | 3          | 0          | —       | —       | 31        | 0         |
| Everton             | Premier League      | 2004–05             | 36             | 0              | 1      | 0      | 3          | 0          | —       | —       | 40        | 0         |
| Everton             | Premier League      | 2005–06             | 29             | 0              | 4      | 0      | 1          | 0          | 4       | 0       | 38        | 0         |
| Everton             | Premier League      | 2006–07             | 13             | 0              | 0      | 0      | 0          | 0          | —       | —       | 13        | 0         |
| Everton             | Premier League      | 2007–08             | 24             | 0              | 1      | 0      | 2          | 0          | 8       | 0       | 35        | 0         |
| Everton             | Premier League      | 2008–09             | 17             | 0              | 6      | 0      | 0          | 0          | 1       | 0       | 24        | 0         |
| Everton             | Premier League      | 2009–10             | 20             | 0              | 1      | 0      | 2          | 0          | 7       | 0       | 30        | 0         |
| Everton             | Premier League      | 2010–11             | 20             | 0              | 1      | 0      | 1          | 0          | —       | —       | 22        | 0         |
| Everton             | Premier League      | 2011–12             | 32             | 0              | 2      | 0      | 2          | 0          | —       | —       | 36        | 0         |
| Everton             | Premier League      | 2012–13             | 6              | 0              | 0      | 0      | 0          | 0          | —       | —       | 6         | 0         |
| Everton             | Premier League      | 2013–14             | 1              | 0              | 2      | 0      | 1          | 0          | —       | —       | 4         | 0         |
| Everton             | Premier League      | 2014–15             | 4              | 0              | 0      | 0      | 1          | 0          | 4       | 0       | 9         | 0         |
| Everton             | Premier League      | 2015–16             | 1              | 0              | 0      | 0      | 0          | 0          | —       | —       | 1         | 0         |
| Tổng cộng sự nghiệp | Tổng cộng sự nghiệp | Tổng cộng sự nghiệp | 264            | 0              | 22     | 0      | 18         | 0          | 24      | 0       | 328       | 0         |

### Danh hiệu
Đội trẻ Everton
- FA Youth Cup: 1997–98[5]

Everton
- FA Cup á quân: 2008–09[6]